# Koichi Oita
Koichi Oita (Prefectura de Tòquio, Japó, 9 d'abril de 1910) és un futbolista japonès que disputà dos partits amb la selecció japonesa.